# Next Generation ATP Finals 2023
Next Generation ATP Finals 2023  a fost un turneu de tenis masculin programat pentru cei mai buni jucători de simplu din Circuitul ATP 2023 cu vârsta de sub 21 de ani. S-a desfășurat în perioada 28 noiembrie – 2 decembrie 2022 la King Abdullah Sports City din Jeddah, Arabia Saudită. Brandon Nakashima a fost campionul în exercițiu, dar nu a fost eligibil pentru a-și apăra titlul din cauza vârstei.
Sârbul Hamad Medjedovic l-a învins în finală pe francezul Arthur Fils și a câștigat titlul.

## Calificare
Primii opt jucători din ATP Race to Jeddah din 2023 se vor califica. Jucătorii eligibili trebuie să aibă 21 de ani sau mai puțin la începutul anului (născuți în 2002 sau mai târziu).
     Jucător calificat pentru Next Gen ATP Finals
     Jucător calificat pentru ATP Finals
     Jucătorul s-a retras
| Clasificare ATP Race to Jeddah (la 30 octombrie 2023) | Clasificare ATP Race to Jeddah (la 30 octombrie 2023) | Clasificare ATP Race to Jeddah (la 30 octombrie 2023) | Clasificare ATP Race to Jeddah (la 30 octombrie 2023) | Clasificare ATP Race to Jeddah (la 30 octombrie 2023) | Clasificare ATP Race to Jeddah (la 30 octombrie 2023) | Clasificare ATP Race to Jeddah (la 30 octombrie 2023) |
| #                                                     | Poz.ATP                                               | Jucător                                               | Puncte                                                | An naștere                                            | Dată calificare                                       |                                                       |
| ----------------------------------------------------- | ----------------------------------------------------- | ----------------------------------------------------- | ----------------------------------------------------- | ----------------------------------------------------- | ----------------------------------------------------- | ----------------------------------------------------- |
| -                                                     | 2                                                     | Carlos Alcaraz (ESP)                                  | 8.855                                                 | 2003                                                  |                                                       |                                                       |
| -                                                     | 8                                                     | Holger Rune (DEN)                                     | 3.660                                                 | 2003                                                  |                                                       |                                                       |
| -                                                     | 17                                                    | Ben Shelton (USA)                                     | 2.145                                                 | 2002                                                  |                                                       |                                                       |
| -                                                     | 27                                                    | Lorenzo Musetti (ITA)                                 | 1.470                                                 | 2002                                                  |                                                       |                                                       |
| 1                                                     | 36                                                    | Arthur Fils (FRA)                                     | 1.158                                                 | 2004                                                  | 8 noiembrie                                           |                                                       |
| 2                                                     | 66                                                    | Luca Van Assche (FRA)                                 | 687                                                   | 2004                                                  | 8 noiembrie                                           |                                                       |
| 3                                                     | 92                                                    | Dominic Stricker (SUI)                                | 673                                                   | 2002                                                  | 8 noiembrie                                           |                                                       |
| 4                                                     | 94                                                    | Alex Michelsen (USA)                                  | 653                                                   | 2004                                                  | 20 noiembrie                                          |                                                       |
| 5                                                     | 100                                                   | Flavio Cobolli (ITA)                                  | 640                                                   | 2002                                                  | 8 noiembrie                                           |                                                       |
| 6                                                     | 111                                                   | Hamad Medjedovic (SRB)                                | 582                                                   | 2003                                                  | 20 noiembrie                                          |                                                       |
| 7                                                     | 118                                                   | Luca Nardi (ITA)                                      | 533                                                   | 2003                                                  | 20 noiembrie                                          |                                                       |
| Wildcard                                              |                                                       |                                                       |                                                       |                                                       |                                                       |                                                       |
| 8                                                     | 187                                                   | Abdullah Shelbayh (JOR)                               | 311                                                   | 2003                                                  | 8 noiembrie                                           |                                                       |
| Înlocuitori                                           |                                                       |                                                       |                                                       |                                                       |                                                       |                                                       |
| 9                                                     | 127                                                   | Luciano Darderi (ITA)                                 | 510                                                   | 2002                                                  |                                                       |                                                       |
| 10                                                    | 128                                                   | Arthur Cazaux (FRA)                                   | 508                                                   | 2002                                                  |                                                       |                                                       |

## Capi de serie
1. Arthur Fils (finală)
2. Luca Van Assche (semifinale)
3. Dominic Stricker (semifinale, s-a retras)
4. Alex Michelsen (round robin)
5. Flavio Cobolli (round robin)
6. Hamad Medjedovic (campion)
7. Luca Nardi (round robin)
8. Abdullah Shelbayh (round robin)

## Tabloul principal

#### Explicația simbolurilor
- Q = calificare
- WC = Wild card
- LL = Lucky loser
- Alt = înlocuitor
- SE = scutire specială
- PR = clasament protejat
- ITF = calificat prin clasament ITF
- JE = junior scutit
- w/o = victorie fără opoziție
- r = retras
- d = descalificat

### Finală
|  | Semifinale | Semifinale       | Semifinale | Semifinale       | Semifinale | Semifinale | Semifinale |    |             | Finală | Finală | Finală | Finală | Finală | Finală | Finală |  |
|  |            |                  |            |                  |            |            |            |    |             |        |        |        |        |        |        |        |  |
|  | 1          | Arthur Fils      | 2          | 4                | 47         | 48         |            |    |             |        |        |        |        |        |        |        |  |
|  | 1          | Arthur Fils      | 2          | 4                | 47         | 48         |            |    |             |        |        |        |        |        |        |        |  |
|  | 2          | Luca Van Assche  | 4          | 1                | 31         | 36         |            |    |             |        |        |        |        |        |        |        |  |
|  | 2          | Luca Van Assche  | 4          | 1                | 31         | 36         |            | 1  | Arthur Fils | 48     | 1      | 2      | 411    | 1      |        |        |  |
|  |            |                  |            |                  |            |            |            | 1  | Arthur Fils | 48     | 1      | 2      | 411    | 1      |        |        |  |
|  |            |                  | 6          | Hamad Medjedovic | 36         | 4          | 4          | 39 | 4           |        |        |        |        |        |        |        |  |
|  | 6          | Hamad Medjedovic | 6          | Hamad Medjedovic | 36         | 4          | 4          | 39 | 4           | 47     | 2      |        |        |        |        |        |  |
|  | 6          | Hamad Medjedovic |            |                  |            |            |            |    |             |        |        |        |        |        |        |        |  |
|  | 3          | Dominic Stricker | 35         | 1r               |            |            |            |    |             |        |        |        |        |        |        |        |  |

### Grupa Verde
|   |                  | Fils                         | Stricker                     | Cobolli                                | Nardi                                  | RR C–P | Set C–P      | Game C–P       | Clasament |
| 1 | Arthur Fils      |                              | 4–2, 3–4(3–7), 4-2, 4-3(7–5) | 4–1, 4–2, 4–2                          | 2–4, 4–3(8–6), 4–2, 1–4, 4–2           | 3–0    | 9–3 (75%)    | 42–31 (57.53%) | 1         |
| 3 | Dominic Stricker | 2–4, 4–3(7–3), 2-4, 3-4(5–7) |                              | 2–4, 4–3(9–7), 1–4, 2–4                | 4–1, 4–1, 4–2                          | 1–2    | 5–6 (45.45%) | 32–34 (48.48%) | 2         |
| 5 | Flavio Cobolli   | 1–4, 2–4, 2–4                | 4–2, 3–4(7–9), 4–1, 4–2      |                                        | 4–3(7–4), 2–4, 3–4(1–7), 4–1, 3–4(3–7) | 1–2    | 5–7 (41.67%) | 36–37 (49.32%) | 3         |
| 7 | Luca Nardi       | 4–2, 3–4(6–8), 2–4, 4–1, 2–4 | 1–4, 1–4, 2–4                | 3–4(4–7), 4–2, 4–3(7–1), 1–4, 4–3(7–3) |                                        | 1–2    | 5–8 (38.46%) | 35–43 (44.87%) | 4         |

### Grupa Roșie
|      |                   | Van Assche                                  | Michelsen                                   | Medjedovic                                  | Shelbayh                     | RR C–P | Set C–P      | Game C–P       | Clasament |
| 2    | Luca Van Assche   |                                             | 4–3(7–0), 3–4(4–7), 3–4(4–7), 4–1, 4–3(8–6) | 2–4, 4–2, 3–4(7–9), 1–4                     | 4–3(7–5), 3–4(5–7), 4–1, 4–1 | 2–1    | 7–6 (53.85%) | 43–38 (53.09%) | 2         |
| 4    | Alex Michelsen    | 3–4(0–7), 4–3(7–4), 4–3(7–4), 1–4, 3–4(6–8) |                                             | 2–4, 3–4(3–7), 4–3(7–3), 4–3(7–5), 3–4(4–7) | 2–4, 4–1, 0–4, 0–4           | 0–3    | 5–9 (35.71%) | 37–49 (43.02%) | 4         |
| 6    | Hamad Medjedovic  | 4–2, 2–4, 4–3(9–7), 4–1                     | 4–2, 4–3(7–3), 3–4(3–7), 3–4(5–7), 4–3(7–4) |                                             | 3–4(6–8), 4–2, 4–3(7–5), 4–2 | 3–0    | 9–4 (69.23%) | 47–37 (55.95%) | 1         |
| 8/WC | Abdullah Shelbayh | 3–4(5–7), 4–3(7–5), 1–4, 1–4                | 4–2, 1–4, 4–0, 4–0                          | 4–3(8–6), 2–4, 3–4(5–7), 2–4                |                              | 1–2    | 5–7 (41.67%) | 33–36 (47.83%) | 3         |

Clasamentul este determinat de: 1. numărul de victorii; 2. numărul de meciuri; 3. în caz de egalitate doi jucători, rezultat head-to-head; 4. în caz de egalitate trei jucători, procentul de seturi câștigate, apoi procentul de jocuri câștigate, apoi rezultat head-to-head; 5. clasament ATP.